# Хагфорс, Ирья
Ирья Хагфорс (швед. Irja Margareta Hagfors; 4 ноября 1905, Гельсингфорс, Великое княжество Финляндское — 28 февраля 1988, Хельсинки, Финляндия) — финская танцовщица, хореограф и учитель танцев. Была награждена медалью Pro Finlandia (1969).
С 1954 года была замужем за журналистом, писателем, депутатом парламента и критиком Атосом Виртаненом (ум. 1979).
В 1954 году перевела на финский язык книгу Бертольда Брехта о театре, что стало существенным событием в культурной жизни страны. Пик популярности Ирьи пришёлся на 1960—1970 годы.